# Maximilianstraße (Lindau)
Maximilianstraße v Lindauu (Bavarska) je glavna ulica, ki poteka v smeri vzhod-zahod v starem mestnem jedru Lindaua na istoimenskem otoku na vzhodnem delu Bodenskega jezera. Leži med nekdanjim samostanskim območjem (okoli današnjega trga Stifts- ali Marktplatz) in pristaniščem (v sodobnem času glavna železniška postaja in glavna pošta).
Na sredini, na osrednjem trgu (prej imenovanem Reichsplatz, ker je bil Lindau do leta 1800 svobodno cesarsko mesto (Reichsstadt) je bila zgrajena reprezentativna meščanska mestna hiša in poslovna stavba. S svojo veličastno fasado je obrnjena proti jugu proti pristanišču. Tržnica (Markthalle) v najnižjem nadstropju; zbornica zgoraj. Tržnica kot trgovski prostor je tako osrednji del starega mestnega jedra, ki je spomeniško zaščiten. Njen tloris, ki sega v srednji vek, je v veliki meri ohranjen. Številne lindauske hiše še vedno stojijo vodoravno in navpično v svojih prvotnih razmerjih. Gotovo so preživele mestni požar leta 1728, ki je uničil samostansko četrt in del starega mestnega jedra. Obnova tržnice je potekala v baročnem slogu.
Verjetno zaradi nekdanje ločitve otoškega območja na samostansko četrt in posvetno vas današnja glavna cesta nima ravnega nadaljevanja glavne prometne osi na kopno. Maximilianstrasse je bolj primer samostojne promenade znotraj meščanskega mesta kot prometne ulice. Za tako pomembno mesto na trgovski poti sever-jug po dolini Rena čez Alpe je to precejšnje razkošje.
Vzporedno z njo poteka Ludwigstrasse na jugu čez otok in Grub na severu. Obe ulici sta ukrivljeni, kar kaže, kako sta nastali znotraj srednjeveških utrdb otoka. V obeh je tudi veliko stavb, ki so bile zgrajene v 15. in 16. stoletju. In v nasprotju z Maximilianstraße obe vodita na vzhodu se pred mostom na celino združita.
Tudi če sedanja imena tega ne odražajo, bi morala biti stara glavna ulica s celine naslednja: Seebrücke, Schmiedgasse, Cramergasse do Maximilianstraße. Pred Cramergasse je na starih načrtih še vedno jasna ločitev med cerkvenim samostanskim trgom in Baumgarten pred njim. Šele onstran njega je potekala podeželska cesta (v dvojnem pomenu: cesta na podeželje in posvetna) ob bolnišnici, ki je bila ustanova samostana.
Tlak (Bodenbelag): dejanski dovoz je tlakovan (vendar ne več s kamni iz Rena / Bodenskega jezera). Pred severnimi hišnimi pročelji so pešpoti na vzhodnem delu ulice / trga razmejene z dvema nizkim stopnicama. To odraža starejše tlakovanje, vidno na fotografijah iz okoli 1900 in 1920, s pločniki na obeh straneh.
Srednjeveška ulica Maximilianstraße se je dejansko končala pri hiši 29 ali nasproti s številko 46 na stičišču z Inselgrabnom, saj je bil jarek zunaj mestnega obzidja. V sodobnem času obstajata dva bloka ulic, ki sta bili zgrajeni pozneje in nista bila več zgrajeni v takratnih srednjeveških hišnih oblikah. Morda najbolj preseneča glavna pošta s čudovito fasado, obrnjeno proti novemu Kolodvorskemu trgu (Bahnhofplatz). V svojem sijaju očitno ni več usmerjena na Maximilianstrasse, ampak dosega svoj glavni učinek za mimoidoče, ki vstopijo na otok s postaje, ki so jo razširili med letoma 1913 in 1921, oziroma iz pristanišča.
Dolga je 230 metrov, široka povprečno 15 metrov in na najširši točki pri hišni številki 5 dvajset metrov.

## Zgodovina, poimenovanje
Nekatere hiše na Brotlaube še vedno kažejo na gotski slog (omenja se leto 1386). Arkade in obokani hodniki na ulici se ne razlikujejo, vendar jih lahko najdemo v različnih različicah na več mestih.
Dolgo časa se je Maximilianstrasse preprosto imenovala Hauptstrasse. Pred tem je preživela trojno razdelitev glede na glavni namen cehovskih / trgovskih družin. Ko je nastala se je preprosto  imenovala Alter Markt. V srednjem delu se je imenovala Brodplatz, na zahodu pa Mezg (po pridelavi klobas in mesa). Nekatera od teh imen so še vedno ohranjena v hišnih ali uličnih imenih.
Okoli leta 1815, le devet let po tem, ko je bil Lindau »vključen« v Bavarsko, je najprej postala Maximiliansstraße (po Maxu I., prvemu bavarskemu kralju. Posledica Reichsdeputationshauptschluss - Glavni sklep izredne cesarske delegacije iz leta 1803, je bila resolucija, ki jo je sprejel Reichstag (cesarski zbor) Svetega rimskega cesarstva). Leta 1936 se je preimenovala v Hauptstraße (glavna cesta). Po okupaciji s strani francoske vojaške vlade ob koncu druge svetovne vojne je bilo vmesno preimenovanje po Hitlerju seveda obrnjeno. In v 1980-ih je spet postala Maximilianstrasse.
Od leta 1973 je cona za pešce. Od takrat se je to jasno poznalo tudi pri preoblikovanju ostalih »izložb« v pritličjih v ločljivosti izmenjevanja vrat, oken in sten. Tu je horizontalna razcepitev fasad med zasnovo trgovine in celostnim značajem hiše sledila zgledu številnih con za pešce.
Sistem številčenja hiš na ulicah se je sčasoma spreminjal. Vse hiše na otoku so bile oštevilčene zaporedno (prim. zemljevid iz 1822 na desni, cca. 500 številk). Po razdelitvi na četrti je oštevilčenje hiš v smeri številčenja ulice za ulico, pri čemer se sosednje hiše na križiščih vedno štejejo za oštevilčenje stranske ulice (tj. 1 ali 2 ulice XYZ). Te hiše so seveda tukaj upoštevane s svojimi pročelji kot sosednji Maximilianstrasse.
Opomba glede hišnih številk na Maximilianstraße: Zaradi križanja ulic in zaporedja prečnih cest sode in lihe števke običajno niso sinhrone, temveč zamaknjene na ulici.

## Nekatere hiše
Na vogalu Reichsplatz / Maximiliansplatz stoji Stara mestna hiša (zgrajena med letoma 1422 in 1436) oddaljena od ulice sredi trga in nove mestne hiše (17. stoletje) na njeni zahodni strani. Leta 1576 je bila prezidana s stopničastim zatrepom v renesančnem slogu. Pročelje, obrnjeno proti coni za pešce, prikazuje razvoj svetniške dvorane z velikim, pokritim, prvotno lesenim dostopnim stopniščem, ki se na zahodni strani konča z erkerjem. V 19. stoletju je bilo južno fronto okrašeno z zgodovinskimi slikami, ki prikazujejo zgodovino Lindaua.
Nova mestna hiša (zgrajena 1706–1717. Ta hiša je zavzemala odprte prostore na trikotnem Reichsplatzu okoli mestne hiše. Glavna ulica je bila zaprta proti jugu.) Tri polna nadstropja s 7 osmi; trinadstropna volutasta dvokapnica, obrnjena proti trgu. Stoji pod pravim kotom na Maximilianstrasse. Nedavno je bila uporabljena v komercialne namene; nekdanja policijska postaja. Do leta 1926 je bila sedež mestne uprave. Preko sosednje stavbe na jugu, ki je prav tako nova, je povezana s staro mestno hišo v prvem nadstropju.
- Hiša Cramergasse 11
- Nr. 1, znak pivovarne pri hiši Zum Sünfzen
- Št. 5, nekdanja lekarna Engel (stanje gradnje 2007)
- Bismarckplatz s staro mestno hišo

Št. 6 letnici 1597 in 1586, masivna osnovna tla in dve polovični. Polovični les je odkrit že nekaj let.[21] 
Št. 8 nekdanja švicarska trgovina z žitom.
Brushergasse 1 – do Lugebank
Nekdanja Kavarna Kick, štirinadstropna hiša s predalčno leseno gradnjo (1. in 2. nadstropje; okna s profiliranimi stenami iz peščenjaka, delno povezana, rahlo zamaknjena zlepljena dvojna okna. Delno je pripisana 15. in 16. stoletju; dve hiši sta se združili. 3. nadstropje z oknom na Maximilianstraße in preurejeno podstrešje z dvema mansardnima oknoma iz začetka 20. stoletja.
- Maximilianstraße št. 4–8
- Št. 6
- Zadnja stran hiše št.12 z Zitronengässle
- Bürstergasse 1 na Maximilianstraße
- Brotlaube; hiša pekovskega ceha na desni
- Schafgasse, tipična stranska ulica proti Grubu
- Nekdanja glavna pošta z jugozahoda

## Povzetek
Glavna ulica (Maximilianstraße) ima veliko ozkih, visokih zgradb, zgornja nadstropja so nad zidanim pritličjem, npr. izvedbi predalčne lesene gradnje. Tradicionalno, verjetno kot protipožarno zaščito, se tudi ta del v regiji ometa. Pročelje so popestrili erkerji in obokana vrata. Posebej značilna na številnih hišah so dvigala na zatrepih, od katerih so nekatera še ohranjena. Strehe so večinoma razporejene na napuščni strani, le nekaj jih ima dvokapno obrnjeno proti ulici. Občasno arkade s spreminjajočimi se položaji lokov skočijo pred prvotno gradbeno linijo. Številni zatrepi z dvigali in arkade še danes označujejo osrednji trg/tržnico v Lindauju kot nekoč pomembno trgovsko mesto.